# Sevim Dağdelen
Sevim Dağdelen (Duisburg, 1975. szeptember 4. –) török származású német politikus és újságíró. Tanulmányait Marburgban, Kölnben és Ausztráliában végezte. Muszlim vallású.